# 劉志軍

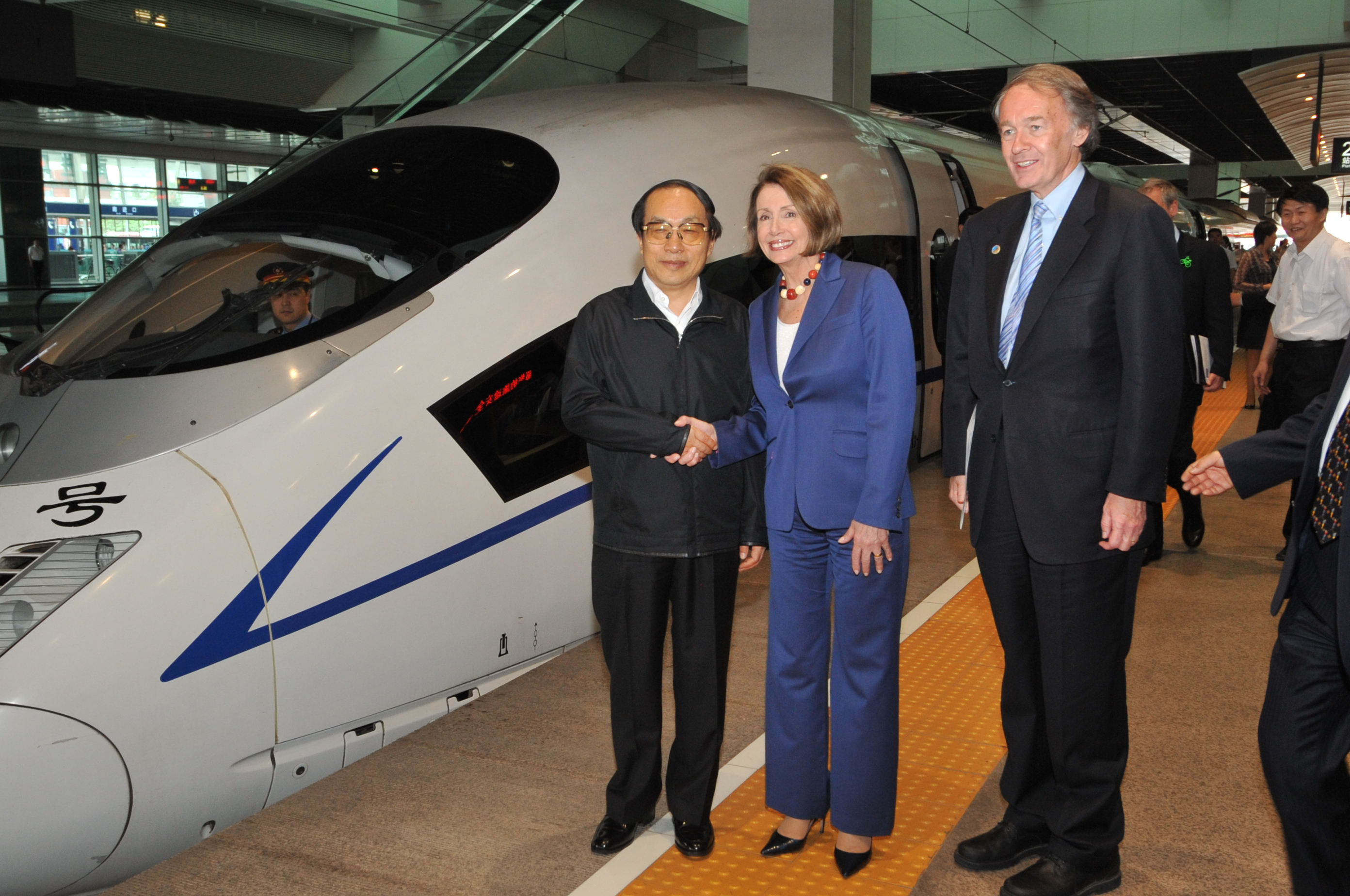
2009年5月28日、ナンシー・ペロシと握手する劉志軍（左）

劉 志軍（りゅう しぐん、1953年1月29日- ）は、中華人民共和国の政治家。元鉄道部部長、元党組書記。湖北省鄂州出身。

## 経歴
- 1972年2月 - 鄭州鉄路局武漢鉄路分局武昌工務段養路工(保線作業員)に就任。団委幹事、団委書記、党委副書記、武漢鉄路分局団委書記を務める。
- 1973年8月 - 中国共産党入党。
- 1984年9月 - 武漢鉄路分局江岸駅駅長、党委副書記、武漢鉄路分局党委員会の常務委員、政治部副主任、党委書記を務める。
- 1987年4月 - 広州鉄路局党委員会の常務委員。政治部副主任。
- 1988年8月 - 鄭州鉄路局武漢鉄路分局局長に就任。党委員会副書記。
- 1991年9月 - 鄭州鉄路局副局長に就任。党委員会の常務委員。
- 1992年8月 - 湖北省国防工弁党組書記に就任。
- 1993年2月 - 鉄道部運輸改革調研のメンバーとなる。
- 1993年4月 - 瀋陽鉄路局局長に就任。党委副書記。
- 1994年11月 - 鉄道部党組成員に就任。運輸総調度長。
- 1996年8月 - 鉄道部副部長に就任。党組成員。
- 1997年1月 - 中国連合通信有限公司副董事長を兼務。（～2000年4月）
- 2002年9月 - 鉄道部党組書記に就任。副部長。
- 2002年11月 中国共産党第十六回党大会で党中央委員に選出される。
- 2003年3月 - 第十届全国人民代表大会第一次会議にて鉄道部部長職を傅志寰から譲り受け、鉄道部部長に正式に任命される。
- 2007年10月 中国共産党第十七回党大会で党中央委員に再選される。
- 2011年2月 - 規律違反を理由に鉄道部党組書記を解任される。後任には海関総署署長の盛光祖が就任[2]。
- 2011年2月25日 - 全人代常務委員会、劉志軍を部長職から解任し、後任の鉄道部部長に盛光祖を指名。
- 2011年7月23日 - 温州市鉄道衝突脱線事故。
- 2011年12月28日 - 国務院常務会議は、張曙光とともに7・23事故の主要責任者に認定[3]。
- 2012年5月 - 党籍剥奪。
- 2013年7月8日 - 北京市第二中級人民法院（地裁）で、収賄と職権乱用の罪により執行猶予2年の死刑判決。なお収賄総額は6460万元（約10億7千万円）相当とのこと[4]。
- 2015年10月26日 - 秦城監獄は、収監中に劉志軍が特に罪を犯さなかったことから、北京市高級人民法院に対して終身刑に減刑するよう勧告した[5]。
- 2015年12月11日 - 北京市高級人民法院が終身刑への減刑を決定[6]。